# Hettner (Unternehmen)

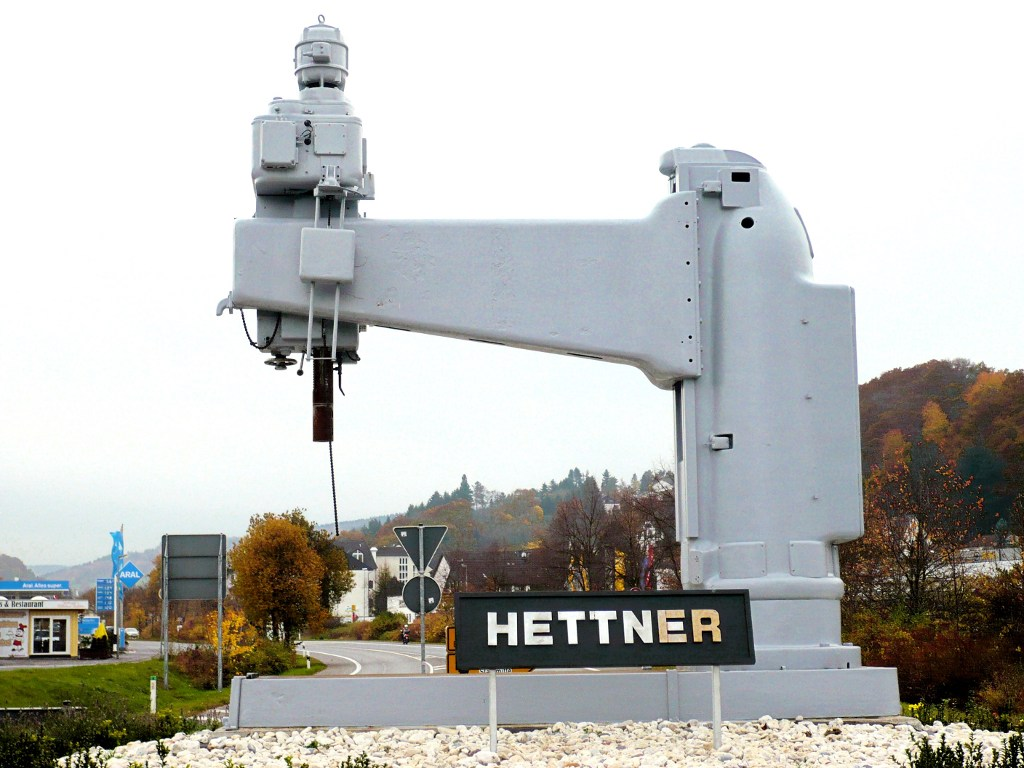
Hettner Radialbohrmaschine an der B 51 im Stadtgebiet von Bad Münstereifel, Höhe etwa 4 m

Die Bohrmaschinenfabrik Hettner war Anfang des 20. Jahrhunderts einer der größten Arbeitgeber der Region Euskirchen. Zum Unternehmen gehörten eine Ankerwicklerei und eine Schreinerei. Die mittlerweile unter Denkmalschutz stehende Produktionshalle steht an der B 51 (Köln–Trier) kurz vor Bad Münstereifel; sie wird heute durch ein Stein- und Gartencenter genutzt.

## Geschichte
Das Unternehmen wurde 1901 in Bad Münstereifel von Erich Hettner gegründet, einem Sohn von Hermann Hettner. Bis 1913 wurden 1000 Bohrmaschinen hergestellt. Diese besonders großen und leistungsfähigen Maschinen waren sehr bekannt und fanden weltweit Absatz.
Ab 1933 profitierte das Unternehmen von der verdeckten Wiederaufrüstung Deutschlands. Nach dem Tod von Erich Hettner wurde die Geschäftsführung von Else Doering und Grete Hettner übernommen, 1940 wurde das Unternehmen in die Rechtsform einer Kommanditgesellschaft überführt. Im Zweiten Weltkrieg mussten bis zu 35 Zwangsarbeiter bei Hettner arbeiten. Nach Kriegsende 1945 wurde ein Teil des Betriebs enteignet und demontiert.
Nach dem Tod von Grete Hettner 1968 wurde Felix Leber Eigentümer des Unternehmens, das nun als Hettner Bohrmaschinenfabrik F. Leber & Co. firmierte. Am 26. Mai 1970 wurde das Unternehmen im Handelsregister gelöscht.
Wegen der historischen Bedeutung wurde eine der großen Radialbohrmaschinen in der Mitte eines Kreisverkehrs der B 51 nahe Bad Münstereifel als Industriedenkmal aufgestellt.

## Produkte
Das Unternehmen verfügte über folgende Patente:
- DRP Nr. 143040 Vorrichtung zum Gewindeschneiden[4]
- DE000000718199A Feststell- und Bremsvorrichtung für den Drehmantel einer Radialbohrmaschine (Anmeldung 1. September 1937)[5]
- DE000000732451A Vorrichtung zum Auffangen der Last und zum Anhalten der Spindeldrehung beim Verschleiß der Gewindegänge der Spindelmutter (Anmeldung 6. März 1940)[6]
- Radialbohrmaschine Hettner HR80 E (Bohrleistung 80 mm in Stahl)

Zur Produktpalette des Unternehmens gehörten Bohrmaschinen, die zu den größten der Welt zählten. Sie wurden auch bis nach Südamerika geliefert. Einige dieser Maschinen sind noch heute in Betrieb. Sie hatten teilweise eine außergewöhnlich hohe Bohrleistung, womit große Bohrdurchmesser in Stahl gebohrt werden konnten. Auch in der universitären Forschung wurden diese Maschinen verwendet, so stand ein Exemplar im Labor der Technischen Universität Eindhoven.
Mangelnde Nutzung der numerischen Steuerung und eine fehlende Produkterweiterung von der Bohrmaschine hin zu der moderneren Fräsmaschine könnten zum Niedergang des Unternehmens geführt haben. 1965 wurde der Produktionsbetrieb eingestellt.

## Standortentwicklung
1841 wurde unter preußischer Herrschaft die Provinzialstraße Köln-Trier ausgebaut, worauf im Rahmen der Industrialisierung erst eine Schleifmühle in Iversheim entstand, später eine Tuchfabrik. Diese Tuchfabrik Weber brannte am 1. Februar 1880 ab. 1890 erhielt Münstereifel mit der Erfttalbahn eine Eisenbahnverbindung nach Euskirchen. 1900 wurde das an der Bahntrasse liegende Areal vom Ingenieur Hettner für den Unternehmensaufbau verwendet. Von 1913 bis 1993 hatte das Gelände einen eigenen Gleisanschluss an die Strecke Euskirchen – Bad Münstereifel.

## Begräbnisstätte Hettner
In der Nähe des Friedwalds bei Münstereifel-Iversheim liegt ein denkmalgeschützter Privatfriedhof. Die erste dort begrabene Person war 1918 Anna Unger geb. Glade, die Mutter von Grete Hettner. Die katholische und die jüdische Gemeinde hatten der evangelischen Anna Unger damals das Begräbnis auf ihren Friedhöfen verwehrt. Die Erlaubnis für einen eigenen Begräbnisplatz wurde wegen der alliierten Rheinlandbesetzung von der französischen Militärverwaltung gegeben. Seit 1985 sind nur noch Urnenbestattungen von Familienmitgliedern der Hettners und angeheirateten Familien (Unger, Schaefer, Ubbelohde) erlaubt.